# Roderik
Roderik (špansko Rodrigo) v mnogih klasičnih virih poimenovan tudi kot Don Roderik (Don Rodrigo), je bil kralj Vizigotov v letih 710 in 711. Leta 711 so ga v bitki pri Gvadaleti porazili Arabci in Berberi, ki so v državo vstopili s pomočjo sinov kralja Vitice, ki sta bila Roderikova nasprotnika v boju za prestol.

## Zgodovinski viri
Zgodovinsko Roderika so zgodovnopisci popisovali v kronikah, ki pa se glede življenje zadnjega kralja Vizigotov med sabo nekoliko razlikujejo.
V Kroniki 754 je malo podatkov o dogodkih, ki so se zgodili takoj po smrti Roderikovega predhodnika Vitice. Roderik naj bi na prestolu vladal eno leto. Dodaja, da naj bi pred prihodom Arabcev in Berberonv potekala državljanjska vojna. Kronika 754 ne omenja ne Agile II., pa tudi ne podpornikov Vitice, ki naj bi Roderika poskušali spraviti s prestola.
Kronika Vizigotskega kraljestva (Chronica regum Visigothorum) vsebuje imena in časovni potek vladavin vizigotskih kraljev. Ervigo je zadnji vizigotski kralj, ki ga omenja kronika.
Continuatio codicis C Parisini (Nadaljevanje Pariškega kodeksa C) je rokopis iz 17. stoletja. Roderika ne omenja, pravi pa, da naj bi Vitico nasledil Agila. Slednjega naj bi po treh letih nasledil Ardo. V Continuatio Legionensis iz 16. stoletja piše, da naj bi Vitico nasledil Roderik, ki naj bi vladal sedem let in šest mesecev. Kljub vsemu, nimamo natančnih podatkov o tem kdaj so bili rokopisi prvič zbrani skupaj, poleg tega pa bi lahko zaradi različnih informacij o vladavini posameznih kraljev, rokopisi vsebovali napake, ki so nastale med prepisovanjem. Kar z gotovostjo lahko verjamemo je, da sta Vitico nasledila dva kralja, ki sta nadzorovala vsak svoj del kraljestva.
V Arabskih kronikah je zapisano, da naj bi se osvojitev Iberskega polotoka s strani Arabcev in Berbrov zgodila pred letom 860. Po Ibn Abd al-Hakamu naj bi se plemič iz Ceute odločil maščevati Roderiku. To je je storil tako, da je pomagal Arabcem in Berberom pod vodstvom Tarika  ibn Zijada vstopiti na Iberski polotok. Ti se niso držali obljube in plemič je bil poražen, Roderika pa so ubili.
Asturske kronike (la Crónica albeldense y la Crónica de Alfonso III) kot krivca za prihod okupatorja predstavljajo sinove Vitice, kot naslednika Vizigotskega kraljestva pa  Astursko kraljestvo. 
Kralji Vizigotov od Hindasvinda do vdora Arabcev in Berberov
- Hindasvind (641–653)
- Rekesvint (649–672), sin, sprva sokralj
  - Froja (653), upornik
- Vamba (672–680)
  - Hilderik (672), upornik
  - Pavel (672–673), upornik
- Ervik (680–687)
- Egika (687–702)
  - Sunjefred (693), upornik
- Vitica (694–710), sin, sprva sokralj ali podkralj Galicije
- Roderik (710–711), samo v Luzitaniji in Kartaginiji
- Agila II. (711–714), samo v Tarakoniji in Narboniji
  - Opas (712), morda v opoziciji Roderiku in Agilu II.
- Ardo (714–721), samo v Narboniji

## Zgodnje življenje
Glede na Kroniko Alfonsa III je bil Roderik sin Teodefreda, ki je bil sin kralja Hindasvinda. Čas njegovega rojstva ni znan, vendar lahko glede na zgodovinske spise sklepamo, da je bil rojen po letu 687. Istega leta se je namreč poročil njegov oče, krono pa je prevzel Egika.

## Vladavina

### Prihod na prestol
Med letoma 649 in 710 je vizigotom vladal Vitiza kot naslednik svojega očeta Egika. Glede na kronike tistega časa so podatki o koncu vladavine Roderikovega predhodnika različni.  
Glede na Chronica Regum Visigothorum, naj bi se vladavina Vitize končala leta 710, medtem ko je glede na Kroniko 754 končal z vladavino po svoji smrti leta 711. Slednja tudi pravi, da je Roderik na oblast prišel s spodbudo senata. Potekala naj bi vojna med Roderikom in drugimi aristokrati, ki so bili prav tako kandidati za prestol. Odnosi s plemstvom so se oslabili, kar je povzročilo upore prebivalcev na določenih ozemljih Iberskega polotoka. Ta spor je povzročil državni udar. 

### Delitev kraljestva
Zaradi nezadovoljstva prebivalstva je bil Roderik oblast primoran razdeliti z Agilo II, ki je v roke dobil severovzhodni del ozemlja (Tarakonija in Narbonija), Roderik pa je vladal jugozahodu polotoka (Luzitanija in Kartaginja s prestolnico v Toledu). Za delitev ozemlja so največji dokaz kovanci iz časa vladavine obeh kraljev. Arheologi so v bližini Toleda odkrili 12 kovancev na katerih je bilo kovano ime "Rvdericvs". Te kovance so našli zgolj na ozemlju Luzitanije in Kartaginje, ki sta pripadali Roderiku, kar je močan zgodovinski dokaz za obstoj delitve kraljestva med oba vladarja.
Glede na Kroniko 754 je Roderik vladal eno leto.

## Invazija Arabcev in Berberov
Glede na Kroniko 754 je Roderik takoj po vzponu na prestol zbral vojaške sile, da bi se spoprijel z Arabci in Berberi, ki so začeli prodirati v kraljestvo na jugu Iberskega polotoka in uničili mnogo mest na svoji poti.
Roderik je organiziral številne poskuse vojaških pohodov, da bi pregnal sovražnike, vendar so ga njegove enote zapustile. Ubit je bil v bitki leta 712. Kronika 754 trdi, da so mu nekateri od Roderikovih privržencev želeli smrt in mu pri zadnji vojaški odpravi niso želeli pomagati. Na prestol so se po njegovi smrti želeli povzpeti prav oni, a je večina umrla v preostalih bitkah.
Drugi zgodovinarji trdijo, da sta nesočutje Roderikovih vojakov in njegovo prihod na prestol pripeljala do poraza Vizigotov. Večina njegovih mož naj bi bila tudi slabo pripravljena in vojska, ki se je borila na strani Gotov, je bila zaradi tega zelo oslabljena.
Kronika 754 navaja, da so Arabci Toledo zavzeli leta 711 in usmrtili večino aristokracje. 
O tem kje naj bi potekala zadnja odločilna bitka je bilo veliko razpravljanja. Najverjetneje je potekala blizu ustja reke Gvadalete in zato prejela ime bitka pri Gvadaleteju.
V Kroniki devetega stoletja piše, da so v Egitaniji (zdajšnja Idanha-a-Velha na Portugalskem) odkrili nagrobnik z napisom Hic requiescit Rodericus, rex Gothorum (lat.), kar v prevodu pomeni: Tukaj počiva Roderik, kralj Gotov. Legenda Nazareja pravi, da naj bi kralj dezertiral sam in pustil svoje vojake za sabo. Njegova žena naj bi se kasneje poročila z enim od Arabskih guvernerjev Hispanije, Abd al-Aziz ibn Muso.
Do leta 715 so okupatorji zavzelii večinski del Iberskega polotoka, z izjemo severa, kjer se jim je zaradi hladnejšega podnebja, ozemlje zdelo neugodno za poselitev.

### Roderikova zapuščina
Takoj po uboju Roderika, so se njegovi privrženci zatekli v visokogorje na severu, kjer so počasi kovali načrte, da bi ponovno dobili oblast nad Iberskim polotokom. To jim je postopoma končno uspelo leta 1492 z združitvijo Kastilije in Aragonije s poroko med Izabelo Kastiljsko in Fernandom Aragonskim. Tako se je začela vladavina habsburških kraljev v Španiji, ki se je končala s smrtjo Karla II Španskega leta 1700, ki je umrl brez potomcev, in prešla v roke Borbonski dinastiji, ki je še danes na španskem prestolu.

## Roderik v umetnosti

#### Legenda iz Nazareja
Legenda, ki je poimenovana po Portugalskem mestu Nazaré in je bila več stoletij znana kot resnica. Po legendi naj bi Roderik zapeljal ali posilil hčer grofa Juliana, poznanega tudi kot Florinda la Cava. Ta pripoved, ki se je prenašala od ust do ust je navdihnila mnogo literarnih del.
Roderik je protagonist v angleški tragediji Williama Rowleya z naslovom All's Lost by Lust, ki ga predstavlja kot posiljevalca, ki ga izpodrinejo grof Julian in Mavri.
Roderikovo zgodbo so predstavili tudi v West End muzikalu La Cava (2000).

### Slikarstvo
Ena najbolj znanih slik romantike je nastala pod čopičem Bernarda Blance Péreza. Slika predstavlja Roderika s svojo vojsko v bitki pri Gvadaleteju. Roderik predstavlja močan simbol nacionalnosti in ljubezni do domovine, kot začetnik španske krone ki so ga porazili Arabci in Berberi. V času romantike, ko so je španskega ozemlja nadejal Napoleon je imelo to delo in celotna Roderikova zgodba velik pomen.